# Милославов
Милославов (слч. Miloslavov) насељено је мјесто са административним статусом сеоске општине (слч. obec) у округу Сењец, у Братиславском крају, Словачка Република.

## Становништво
| Година:    | 1994. | 2004.    | 2014.     | 2024.     |
| ---------- | ----- | -------- | --------- | --------- |
| Број људи: | 751   | 999      | 2134      | 6548      |
| Разлика:   |       | +33,02 % | +113,61 % | +206,84 % |

| Година:    | 2023. | 2024.   |
| ---------- | ----- | ------- |
| Број људи: | 6078  | 6548    |
| Разлика:   |       | +7,73 % |

Према подацима о броју становника из 2011. године насеље је имало 1.856 становника.